# Theodor Pelster
Theodor Pelster (* 22. April 1937 in Krefeld; † 23. Oktober 2022) war ein deutscher Dozent für Lehrerfortbildungsveranstaltungen und Autor, der hauptsächlich Schulbücher für das Fach Deutsch veröffentlichte.

## Werdegang
Pelster war von 1965 bis 2001 Lehrer für Deutsch, Geschichte und Sport am Fichte-Gymnasium Krefeld. Auch nach seiner Pensionierung verfasste er Schulbücher und zwei Romane.

## Werke (Auszug)
- Und wie war's? Schulwege. Erzählte Erinnerungen. Geest-Verlag, 2016, ISBN 978-3-86685-572-4>
- Heute hatte ich noch kein Glück: Vier erlebte Geschichten. Geest-Verlag, 2013, ISBN 978-3-86685-416-1
- Die Reise nach ‚drüben‘ (2011)
- Nachgeholte Begegnungen. Späte Briefe an den toten Vater (2010)
- Aufgewachsen in Krefeld. Autobiographischer Bericht (2008)
- Kellers Weihnachten. Roman einer Familie. Geest, Vechta-Langförden 2007, ISBN 978-3-86685-083-5.
- Noch einmal Ödipus. Aus dem Leben eines Lehrers. Roman. Haag und Herchen, Frankfurt am Main 2003, ISBN 3-89846-227-7.
- Reden, Redesituationen, Redekritiken. Pädagogischer Verlag Schwann, Düsseldorf 1989, ISBN 3-590-12064-9.
- Rede und Rhetorik. Reden von Konrad Adenauer, Theodor Heuss, John F. Kennedy u. v. a. 14. Auflage. Pädagogischer Verlag Schwann, Düsseldorf 1986, ISBN 3-590-12011-8.
- mit Gerhard Kurz: Metapher. Theorie und Unterricht. Pädagogischer Verlag Schwann, Düsseldorf 1976, ISBN 3-590-15375-X.
- Die politische Rede im Westen und Osten Deutschlands. Pädagogischer Verlag Schwann, Düsseldorf 1966 (Dissertation an der Universität Bonn 1964).